# 青海高新技术产业开发区
青海高新技术产业开发区位于青海省西宁市城北区，其前身为西宁经济技术开发区生物科技产业园区，2002年4月经青海省政府批准成立。2010年11月，经中华人民共和国国务院批准升格为青海高新技术产业开发区(国家级)，系青海省唯一一家国家级高新区，其支柱产业为青藏高原特色生物资源精深加工产业、现代中藏药产业以及先进装备制造业及战略性新兴产业，园区规划区面积为300平方公里。

## 园区概况
截止到2016年第一季度，园区地区生产总值达25亿元，工业销售额达62.52亿元，工业增加值达20亿元。